# دوري المؤتمر الأوروبي 2025–26
دوري المؤتمر الأوروبي 2025–26 هو الموسم الخامس من بطولة دوري المؤتمر الأوروبي، وهو بطولة كرة القدم الأوروبية الثالثة للأندية التي ينظمها الاتحاد الأوروبي لكرة القدم.
ستكون هذه هي بطولة دوري المؤتمر الأوروبي الثانية التي تقام بنظام جديد يتضمن مرحلة الدوري تضم 36 فريقًا. كما أن الشكل الجديد لا يسمح للفرق بالانتقال من الدوري الأوروبي أو مرحلة خروج المغلوب إلى مرحلة خروج المغلوب في دوري المؤتمر، وبالتالي لم يعد بإمكان الفائزين بدوري المؤتمر الدفاع عن لقبهم حيث يتأهل الفائز بدوري المؤتمر تلقائيًا إلى مرحلة الدوري في الدوري الأوروبي. 
ستقام المباراة النهائية على ملعب ريد بل أرينا في لايبزيغ، ألمانيا.  سيتأهل الفائزون بالبطولة تلقائيًا إلى مرحلة الدوري في الدوري الأوروبي 2026–27، ما لم يتأهلوا إلى دوري أبطال أوروبا 2026–27 من خلال أدائهم في الدوري. في هذه الحالة، سيتم إعادة موازنة قائمة الوصول.